# Diclonomyces subgaleatus
Diclonomyces subgaleatus är en svampart som beskrevs av Thaxt. 1931. Diclonomyces subgaleatus ingår i släktet Diclonomyces och familjen Laboulbeniaceae.   Inga underarter finns listade i Catalogue of Life.